# Александар Ћапин
Александар Ћапин (Сарајево, 6. октобар 1982) бивши је словеначки кошаркаш. Играо је на позицији плејмејкера.

## Каријера
Ћапин је рођен у Сарајеву одакле се 1992. године због рата преселио са породицом у Београд. Прошао је све млађе селекције београдског Партизана али није играо за први тим. Године 2000. започиње своју сениорску каријеру у екипи Крке из Новог Места. Ту је провео три године и добио словеначко држављанство. Као врло млад добио је прилику да игра у Евролиги у сезони 2001/02. Био је један од најбољих играча екипе која је у сезони 2002/03. стигла до финала УЛЕБ купа и освојила државни шампионат.
После одласка из Крке, сезону 2003/04. проводи у екипи Телеком Бона. Наредну сезону започиње у француском Гравлену а завршава у Панелиниосу. Након тога је играо у Италији за Ређо Калабрију и Варезе, па поново у Грчкој за Паниониос. Током 2008. и 2009. је играо за Азовмаш и Локомотиву.
У јануару 2010. потписује за литвански Жалгирис, где после дуго времена поново добија прилику да игра у Евролиги. Ту остаје и наредне сезоне. За сезону 2011/12. се вратио у Словенију и потписао за Унион Олимпију. Међутим Олимпија је била у финансијској кризи, тако да је већ у децембру напустио тим и потписао за Турк Телеком, где проводи остатак сезоне.
У октобру 2012. потписује за Раднички Крагујевац. Одмах по доласку наметнуо се као лидер тима, и водио екипу до пласмана на фајнал фор Јадранске лиге. Проглашен је за најкориснијег играча регуларног дела сезоне а такође је био и најбољи стрелац и асистент.
У августу 2013. потписао је уговор са екипом Будућности. Са њима осваја црногорско првенство и куп у сезони 2013/14. Са Подгоричанима почиње и наредну сезону али напушта клуб у децембру 2014. када прелази у италијанску Јувеказерту. Међутим већ 5. марта 2015. напушта италијански клуб и потписује уговор са екипом МЗТ-а из Скопља. Са њима остаје до краја сезоне, и осваја Првенство Македоније. Сезону 2015/16. је почео као играч Игокее али почетком јануара 2016. напушта клуб. У фебруару 2016. прелази у грчки Короивос до краја сезоне.

## Репрезентација
Ћапин је наступао за репрезентацију Словеније на два Европска првенства, 2005 у Србији и Црној Гори и 2007 у Шпанији.

## Успеси

### Клупски
- Крка:
  - Првенство Словеније (1): 2002/03.
- Жалгирис:
  - Првенство Литваније (1): 2010/11.
  - Балтичка лига (2): 2009/10, 2010/11.
- Будућност:
  - Првенство Црне Горе (1): 2013/14.
  - Куп Црне Горе (1): 2014.
- МЗТ Скопље:
  - Првенство Македоније (1): 2014/15.

### Појединачни
- Најкориснији играч Јадранске лиге (1): 2012/13.